# Disney.com

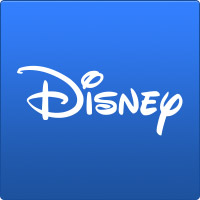
Logotipo da Disney.com

Disney.com é um website da Disney Interactive Media Group, subsidiária da The Walt Disney Company, que promove os parques temáticos da Disney e oferece conteúdo de entretenimento para crianças.